# 白浜町 (兵庫県)
白浜町（しらはまちょう）はかつて兵庫県に存在していた町である。1946年に姫路市などと合併し消滅した。現在は姫路市白浜町となっている。
本項では町制前の名称である白浜村（しらはまむら）についても述べる。

## 沿革
- 1889年（明治22年） - 町村制施行に伴い飾東郡白浜村発足。
- 1896年（明治29年） - 飾東郡、飾西郡が合併し飾磨郡に。
- 1936年（昭和11年）1月11日 - 町制施行し白浜町発足。
- 1946年（昭和21年）3月1日 - （旧）姫路市、飾磨市、広畑町、網干町、大津村、勝原村、余部村とともに（新）姫路市を新設し消滅（ラモート合併）。
  - 現在「白浜町」を名乗る区域は、1946年当時に白浜町だった区域の名残である。飾磨・広畑・網干・大津・勝原・余部の6市町村はこのとき「区」を名乗ったが、白浜町のみは「町」のままだった[1]。